# Sale temps pour un flic
Pour plus de détails, voir Fiche technique et Distribution.
Sale temps pour un flic (Code of Silence) est un film américain réalisé par Andrew Davis et sorti en 1985.

## Synopsis
Eddie Cusack (Chuck Norris) est un détective du Chicago Police Department qui est sur un gros coup : préparer l’arrestation de Luis Comacho (Henry Silva), un trafiquant de drogue colombien, alors que ce dernier prépare une guerre des gangs.

## Fiche technique
- Titre français et québécois : Sale temps pour un flic
- Titre original : Code of Silence
- Réalisation : Andrew Davis
- Scénario : Michael Butler, Dennis Shryack et Mike Gray
- Musique : David Michael Frank
- Photographie : Frank Tidy
- Montage : Peter Parasheles et Christopher Holmes
- Production : Raymond Wagner
- Société de production : Orion Pictures
- Distribution : Orion Pictures (États-Unis), Pan-Canadian Film Distributors (Canada), 20th Century Fox (France)
- Pays de production :  États-Unis
- Langue originale : anglais
- Format : Couleur - Mono - 35 mm - 1.85:1
- Genre : action, policier
- Durée : 96 minutes
- Dates de sortie :
  - États-Unis : 3 mai 1985
  - France : 17 juillet 1985

## Distribution
- Chuck Norris (VF : Yves Rénier) : Eddie Cusack
- Henry Silva (VF : Pierre Hatet) : Luis Comacho
- Molly Hagan (VF : Françoise Dasque) : Diana Luna
- Joe Guzaldo (VF : Jean-Luc Kayser) : Nick Kopalas
- Dennis Farina (VF : Jacques Richard) : Dorato
- Bert Remsen : le commandant Kates
- Ralph Foody (en) (VF : Georges Atlas) : Cragie
- Mike Genovese (VF : Bernard Tixier) : Tony Luna
- Nathan Davis (VF : Roger Crouzet) : Felix Scalese
- Allen Hamilton (VF : André Valmy) : Pirelli
- Ron Dean (en) (VF : Pierre Fromont) : Brennan
- Trish Schaefer : Molly Luna
- Ron Henriquez : Victor Comacho
- Don Pike (VF : Roger Lumont) : le garde du corps de Scalese
- Wilbert Bradley (VF : Amidou) : Spider
- Lou Damiani (VF : Michel Barbey) : Lou Gamiani
- Ronnie Barron (VF : Patrick Poivey) : Doc
- John Mahoney : le représentant de chez Prowler

## Production

### Genèse et développement
En 1979, les scénaristes Michael Butler et Dennis Shryack écrivent un scénario pour Warner Bros. pour le 4e opus de la saga L'Inspecteur Harry, alors intitulé Dirty Harry IV: Code of Silence. Alors que le projet ne se concrétise pas avec ce script (le scénario de Le Retour de l'inspecteur Harry sera finalement écrit par Joseph Stinson), le scénario est un temps repris par le producteur canadien Gene Slott, qui envisagea de le produire à l'été 1980. En mai 1983, Orion Pictures planifie la sortie de Code of Silence pour mai 1985. Kris Kristofferson était le premier choix du studio pour le rôle d'Eddie Cusack. L'acteur préfère cependant tourner Flashpoint (1984).
Jeff Bridges, Charles Bronson, Harrison Ford, Mel Gibson, Gene Hackman, Tommy Lee Jones, Nick Nolte, Kurt Russell et Jon Voight seront envisagés pour incarner Eddie Cusack. En août 1984, il est finalement annoncé que Chuck Norris tiendra le rôle principal et que l'intrigue se déroulera finalement à Chicago. Les producteurs ont acquis le script pour 800 000 $.
Dennis Farina, qui incarne ici l'inspecteur Dorato, était réellement policier à Chicago jusqu'en 1985. Il tourne ici dans son 2e film après Le Solitaire (1981) de Michael Mann.

### Tournage
Le tournage a lieu dans l'Illinois : à Chicago (Wacker Drive (en), la rivière, cimetière de Graceland, zoo de Lincoln Park, ...) et River Forest.

### Doublage
C'est l'une des rares fois où Chuck Norris n'est pas doublé en version française par Bernard Tiphaine. 

## Sortie et accueil

### Box-office
Sorti le 3 mai 1985 dans 1 810 salles aux États-Unis, Sale temps pour un flic prend directement la première place du box-office avec 5 512 461 $ de recettes le premier week-end d'exploitation. À l'époque, la distribution dans un grand nombre de salles est un record pour le distributeur, Orion Pictures, en raison de la popularité de Chuck Norris. Le résultat est supérieur au démarrage de Portés disparus 2 (3,9 millions $ pour son premier week-end début mars 1985). Finalement, le film finit son exploitation à 20 345 361 $, ce qui est un succès au vu de son budget de 7 millions $. 
En France, le film démarre à la troisième place du box-office avec 130 742 entrées, se positionnant derrière La Forêt d'émeraude et Police Academy 2, résultat honnête toutefois en deçà du démarrage de Portés disparus, sorti un mois auparavant avec 174 495 entrées. Il se maintient dans le top 10 hebdomadaire jusqu'à la mi-août 1985, tout en ayant cumulé 367 254 entrées depuis sa sortie. Il fait sa dernière apparition dans le top 30 hebdomadaire à la première moitié du mois de septembre 1985 avec 481 039 entrées depuis ses débuts en salles. Pour sa première année d'exploitation en salles, Sale temps pour un flic totalise 522 842 entrées. Le résultat en fin d'exploitation au box-office est plus mesuré avec 549 980 entrées .

### Réception critique
L'accueil critique du film à sa sortie est positif,,,. Il obtient un taux d'approbation de 68% sur le site Rotten Tomatoes, basé sur dix-neuf critiques collectées et un score de 64⁄100 sur le site Metacritic, basé sur six critiques collectées.
Il est considéré par la critique et le public comme le meilleur film de Chuck Norris,.